# 10 Hígia
Hígia (designação de planeta menor: 10 Hígia) é um grande asteroide e possível planeta anão do cinturão de asteroides. Foi descoberto por A. de Gasparis em 12 de abril de 1849, e recebeu o nome da deusa grega da saúde. Um membro do cinturão de asteroides externo, possui uma órbita moderamente excêntrica a uma distância média de 3,14 UA do Sol. É o principal membro da família Hígia de asteroides.
Hígia é o quarto maior asteroide do Sistema Solar, com um diâmetro médio de 430 quilômetros, e também o quarto mais massivo, possuindo cerca de 2,9% da massa total do cinturão. Possui um formato praticamente esférico e sua superfície não apresenta grandes crateras, o que é consistente com sua provável origem a partir de fragmentos de uma grande colisão há 2 bilhões de anos. Um asteroide do tipo C, possui uma composição carbonácea e uma superfície bastante escura.
Observações feitas com auxílio do sistema SPHERE, montado no Very Large Telescope (VLT), do Observatório Europeu do Sul (ESO, na sigla em inglês) em 2017 e 2018, e anunciadas no final de 2019, revelaram que Hígia é quase esférica e está próxima de uma forma de equilíbrio hidrostático. Os autores do estudo, portanto, consideram-no um possível planeta anão. No entanto, conjectura-se que Hígia foi interrompida por um impacto, com os detritos subsequentes se reacumulando, em vez de ser massivo o suficiente para ser plástico. O impacto disruptivo produziu a maior família colisional conhecida.

## Descoberta e nomeação
Hígia foi descoberto em 12 de abril de 1849, em Nápoles, Itália, pelo astrônomo Annibale de Gasparis. Foi o primeiro de nove asteroides descobertos por ele. O diretor do observatório de Nápoles, Ernesto Capocci, nomeou o asteroide, escolhendo o nome Igea Borbonica ("Hígia de Bourbon") em homenagem à família dominante do Reino das Duas Sicílias onde Nápoles se encontrava. Em 1852, John Russell Hind escreveu que o asteroide "é universalmente denominado Hígia, o apêndice desnecessário 'Borbonica' sendo largado". O nome vem de Hígia, a deusa grega da saúde e filha de Esculápio.

## Órbita e rotação

Animação da órbita de Hígia em relação aos planetas internos e Júpiter

Hígia é um membro do cinturão de asteroides externo, orbitando o Sol a uma distância média de 3,14 UA, depois da lacuna de Kirkwood a 2,82 UA. Sua excentricidade orbital moderada de 0,112 o leva entre 2,79 UA do Sol no periélio até 3,50 UA no afélio. Seu período orbital é de aproximadamente 5,6 anos.
A rotação de Hígia é anormalmente lenta, com um período de 27 horas e 37 minutos medido pela curva de luz, enquanto períodos de 6 a 12 são mais típicos de asteroides grandes. A direção de rotação do asteroide não é conhecida, devido a uma ambiguidade na curva de luz que é agravada pelo longo período de rotação (observações em uma noite cobrem uma fração limitada da rotação completa), mas suspeita-se que seja retrógrada. Análises da curva de luz indicam que o polo de rotação de Hígia aponta para as coordenadas eclípticas (β, λ) = (30°, 115°) ou (30°, 300°), com uma incerteza de 10°. Em ambos os casos, a inclinação axial é próxima de 60°.

## Características físicas

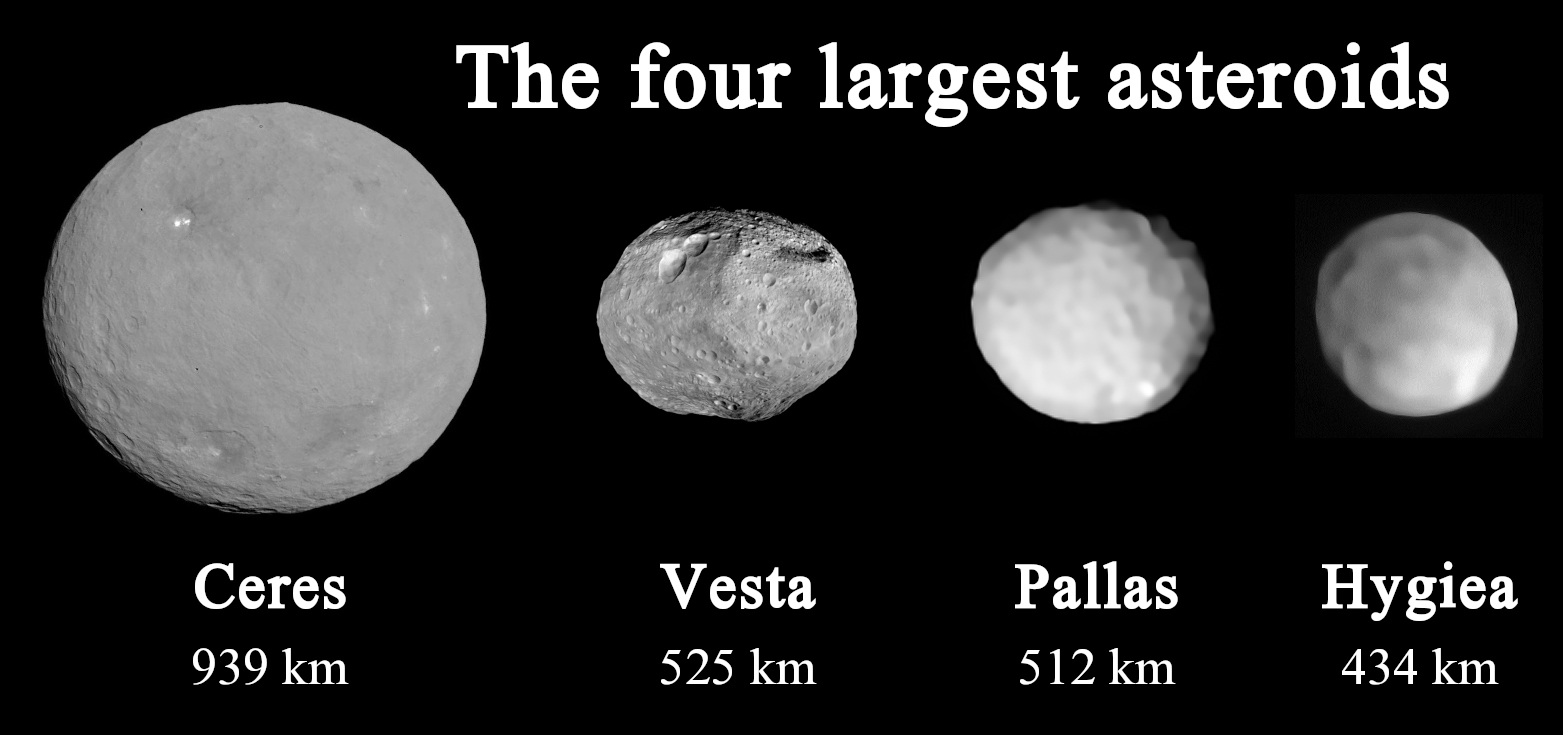
Comparação de tamanho entre os quatro maiores asteroides (esquerda para direita): Ceres, Vesta, Palas, Hígia

Com base em seu espectro, a superfície de Hígia parece consistir de materiais carbonáceos primitivos parecidos com os encontrados em meteoritos condritos carbonáceos. Produtos de alteração por água foram detectados em sua superfície, o que pode indicar a presença de gelo de água no passado, que foi aquecido o suficiente para sublimar. A composição superficial primitiva observada indica que Hígia não fundiu durante o período inicial do Sistema Solar, ao contrário de outros planetesimais grandes como Vesta.
Hígia é o principal membro da família Hígia de asteroides, contendo quase toda a massa nessa família (mais de 90%). Hígia é o maior asteroide tipo C—uma classe de asteroides escuros que é dominante no cinturão de asteoires externo. Hígia parece ter a forma de um esferoide oblato, com um diâmetro médio de 444 ± 35 km e uma razão de eixos de 1,11. A partir de perturbações nas órbitas de asteroides vizinhos, sua massa é calculada em 8,21 ± 0,29 ×1019 kg, correspondendo a uma densidade de 1,97 ± 0,10 g/cm3.
Apesar de ser relativamente grande, Hígia tem um baixo brilho visto da Terra, devido à sua superfície escura e grande distância do Sol. Com uma magnitude aparente em oposição média de 10,2, é apenas o 22º asteroide mais brilhante, apesar de ser o quarto maior. Seu brilho é quase quatro magnitudes menor que o do Vesta, e requer um telescópio de pelo menos 4 polegadas (100 mm) para observação. No entanto, quando a oposição coincide com o periélio, Hígia pode atingir magnitude 9,1 e pode ser observável com binóculos 10x50, ao contrário dos dois próximos maiores asteroides, 704 Interamnia e 511 Davida, que estão sempre fora da visibilidade de binóculos.
Pelo menos cinco ocultações estelares por Hígia foram observadas da Terra, incluindo duas (em 2002 e 2014) vistas por um grande número de observadores. Essas observações têm sido usadas para determinar o tamanho, forma e eixo de rotação de Hígia. O Telescópio Espacial Hubble observou o asteroide e descartou a presença de luas maiores que 16 km em órbita.

## Planeta anão
Em 2019, os astrônomos que usam o Very Large Telescope (VLT) revelaram que o asteroide Hygiea poderia ser classificado como um planeta anão. Eles descobriram que Hygiea é esférico, potencialmente tomando a coroa de Ceres como o menor planeta anão do Sistema Solar. Observações mostram que o diâmetro do tamanho da Hygiea está em pouco mais de 430 km. Plutão, o mais famoso dos planetas anões, tem um diâmetro próximo de 2400 km, enquanto Ceres tem quase 950 km de tamanho.
Em 2019 um grupo de cientista reclassificou o asteroide para a classificação de planeta anão após observações com o instrumento Sphere do observatório europeu do sul no VLT.